# Salar de Atacama
El salar de Atacama es el mayor depósito salino de Chile emplazado en la  Región de Antofagasta y se sitúa exactamente entre dos comunas chilenas. La ciudad más cercana, San Pedro de Atacama, se ubica a 55 km al norte, mientras que la capital regional, Antofagasta, dista 316 km al oeste.
Bajo el nombre "salar de Atacama" se entienden varios conceptos que deben ser claramente distinguidos. El físicamente más amplio es el de la cuenca del salar de Atacama, un espacio natural que incluye parcialmente a la cordillera de Domeyko, el llano de la Paciencia, la cordillera de la Sal (ver Valle de la Luna), el salar de Atacama como punto de equilibrio de la cuenca, donde se acumula la escorrentía, la cordillera occidental de Los Andes y por el sur el cordón de Lila.: 16 
Otro uso es el lugar como atractivo turístico de la zona.

## Descripción
La cuenca del Salar de Atacama está ubicada en el oriente de la Región de Antofagasta y es, después de la del Loa y de la pampa del Tamarugal, la tercera cuenca hidrográfica en tamaño. Posee una superficie aproximada de 15.620 km², con su mayor longitud en sentido N-S de 210 km. y un ancho máximo de 110 km.: 1 
Su fauna ostenta grandes cantidades de flamencos en la reserva nacional Los Flamencos, situada al norte y oeste del lago, además de otras aves —como piuquenes, ñandúes y patos—, y algunos mamíferos —como guanacos, y vicuñas, los que conviven con sus descendientes domésticos: las llamas y alpacas—.
La sal de los salares proviene de la disolución de las sales del suelo por las aguas de lluvia, las que son arrastradas hacia los salares. Luego las aguas se evaporan y las sales aportadas se van acumulando. Como en el resto de los otros salares, el aire es muy seco, lo que amplía el campo de visión alterando la apreciación de las distancias.
Debido a la presencia de altas concentraciones de algunos minerales en sus salmueras, ha permitido la creación de salinas en torno al salar, siendo por ejemplo, el yacimiento más importante de la minería del litio en Chile. Asimismo, es por esta razón que el salar también forma parte del Triángulo del Litio, ubicado entre Chile, Bolivia y Argentina.

## Población, economía y ecología

Imágenes del Salar de Atacama
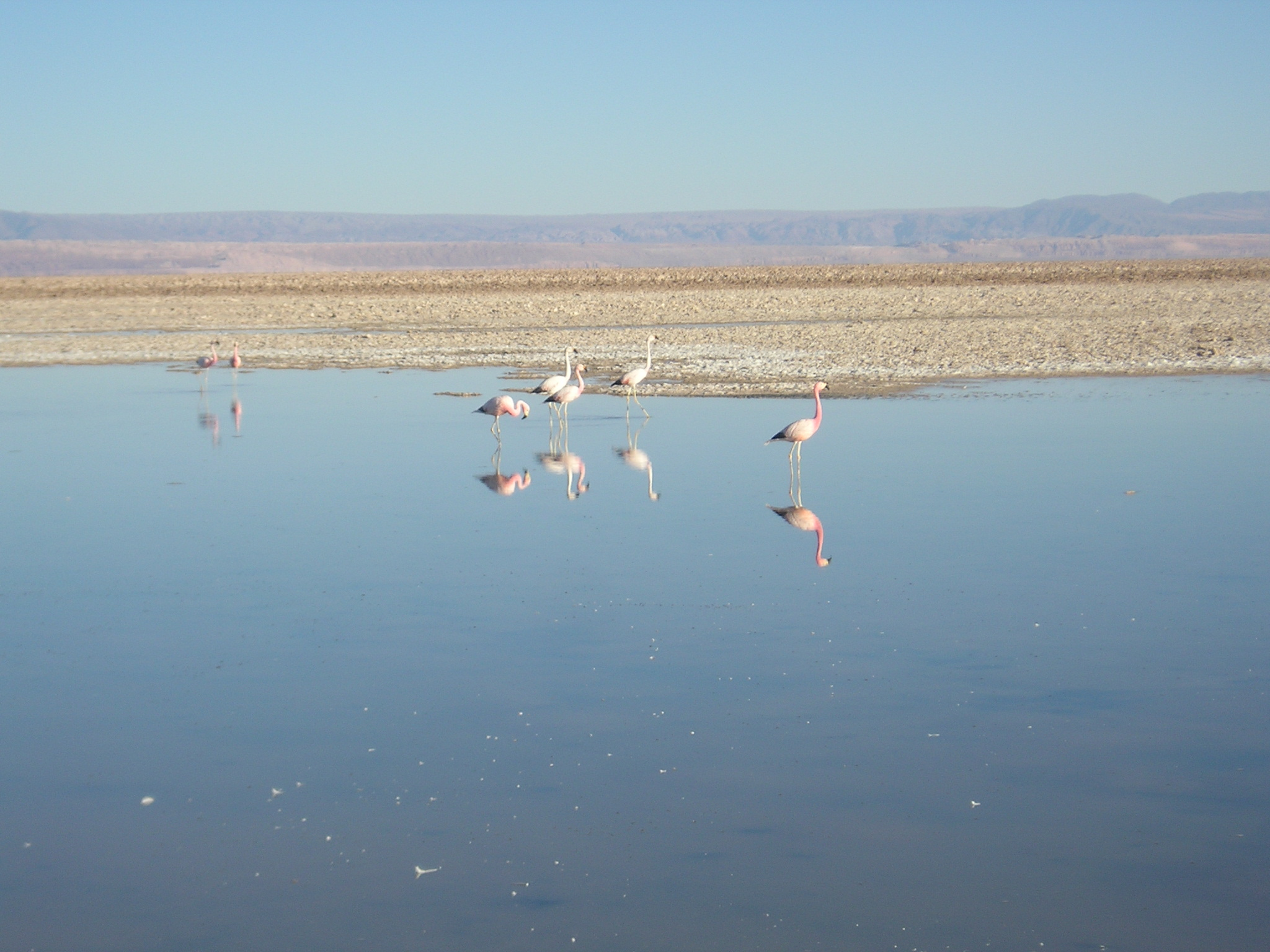
Flamencos en la laguna Chaxa del salar.
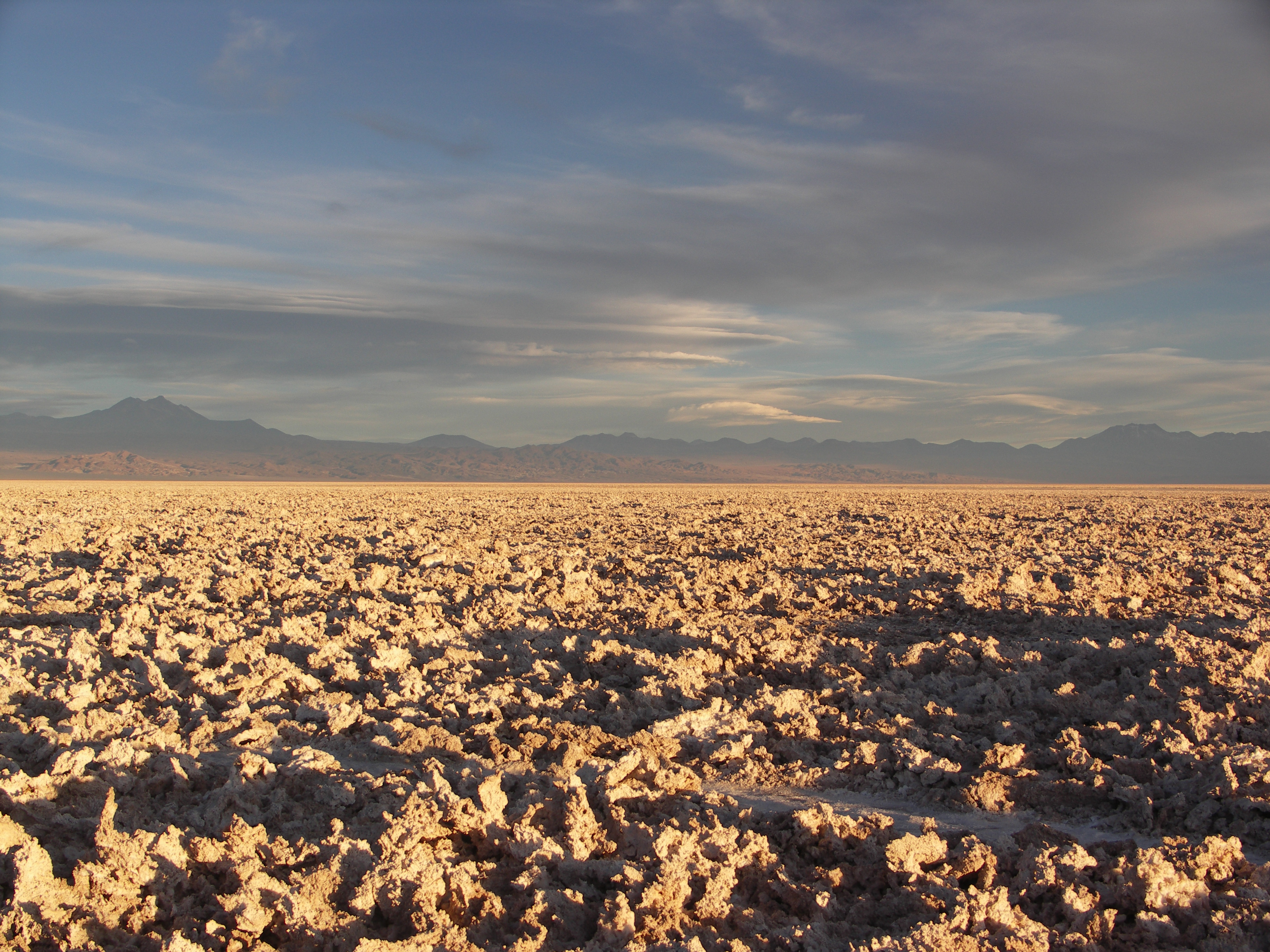
Puesta del sol en el Salar.
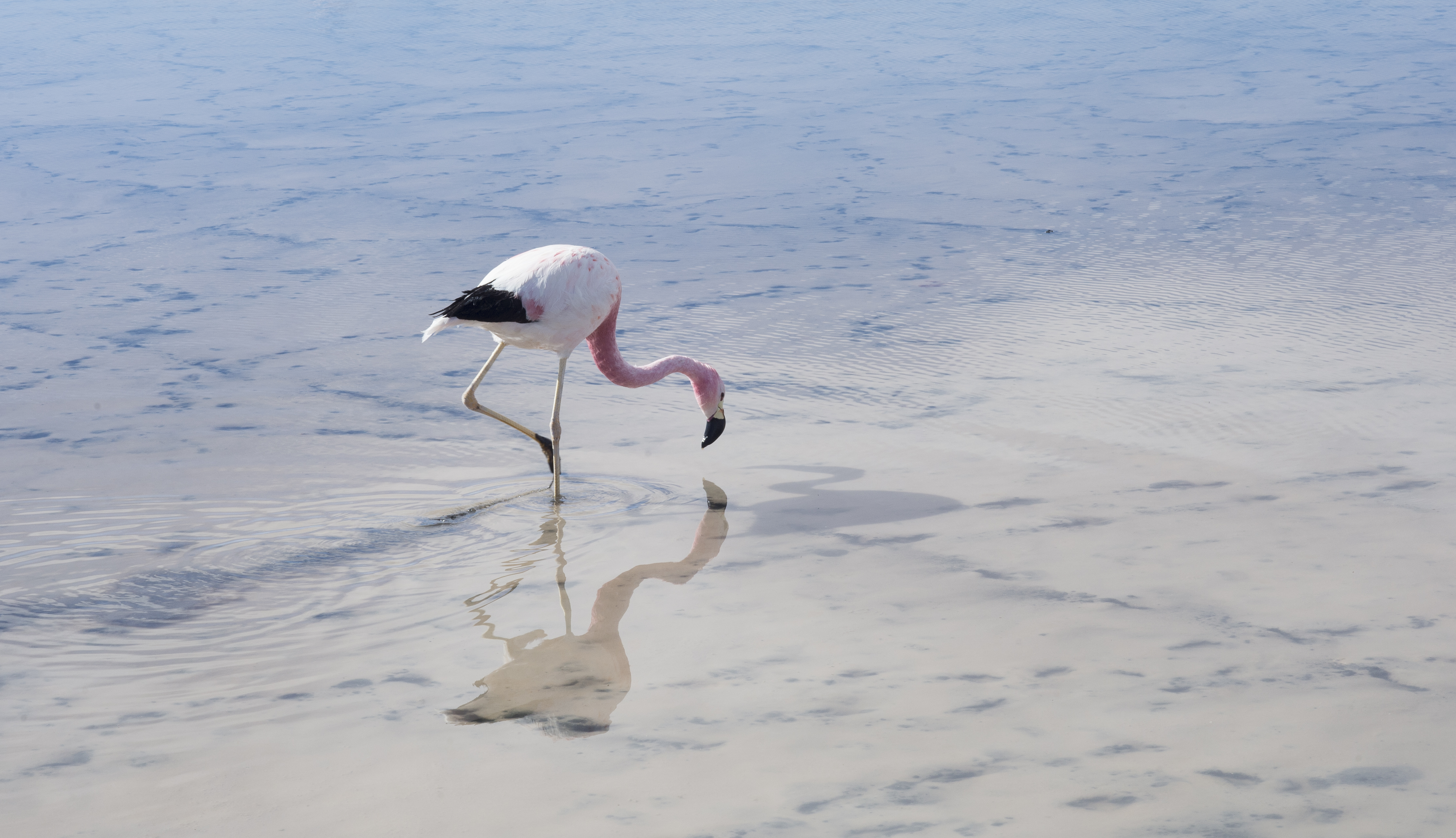
Parina grande